# Adeline Plunkett
Gertrude Adeline de Plunkett (Bruxelles, 31 marzo 1824 – Parigi, 8 novembre 1910) è stata una ballerina belga.

## Biografia
Adeline Plunkett nacque a Bruxelles in una famiglia nobile fiamminga con origini irlandesi; sua sorella maggiore era l'attrice Eugénie Doche. Studiò danza a Parigi con Jean-Baptiste Barrez e fece il suo debutto sulle scene nel 1841 a Trieste. Tra il 1843 e il 1844 danzò regolarmente all'Her Majesty's Theatre di Londra, ottenendo vasti consensi. Nel 1844, durante una rappresentazione di The Revolt of the Harem al Theatre Royal Drury Lane, corse in aiuto della collega Clara Webster, il cui tutù prese fuoco: Webster morì due giorni dopo per le ustioni, mentre Plunkett, il cui tutù era andato a sua volta in fiamme, riuscì ad estinguere il fuoco rotolandosi sul palcoscenico.
Nel 1845 divenne prima ballerina dell'Opéra di Parigi, danzando nella prime di balletti quali La Péri (accanto a Lucien Petipa, 1845), Ozaï, ou l'insulaire (1847), Nisida, ou les Amazones des Açores (1848) e Vert-Vert (1851). Insieme alla compagnia del Théâtre Royal de la Monnaie danzò in Robert le Diable al Covent Garden nel 1845. A Londra danzò con alcune delle maggiori ballerine della sua epoca, come Carlotta Grisi e Adèle Dumilâtre, alternando trionfi sulle scene a scandali nel backstage, inclusa la volta in cui tentò di colpire la rivale in amore Elisa Scheffer durante una rappresentazione di Ondine, ferendo invece Fanny Cerrito. Tra la metà degli anni cinquanta e l'addio alle scene nel 1861, danzò prevalentemente in Italia, in particolare al Gran Teatro La Fenice e a Roma, ma anche a Bologna e Torino, dove Felice Romani la descrisse come "più leggiadra della Cerrito, più delicata dell Elssler, più avvenente della Taglioni".
Nel 1874 sposò il redattore Paolo Dalloz e morì a Parigi nel 1910 all'età di 86 anni.